# Quattro platani di Castel Goffredo
I quattro platani di Castel Goffredo sono alberi monumentali situati in strada Ceresara, frazione Sant'Anna nel comune di Castel Goffredo, in provincia di Mantova.
Si tratta di esemplari di platano (platanus acerifolia). 

## Storia
Sono iscritti nella lista degli alberi monumentali della Provincia di Mantova.